# Cilander

Cilander, Hauptwerkstätte in Herisau (1969)

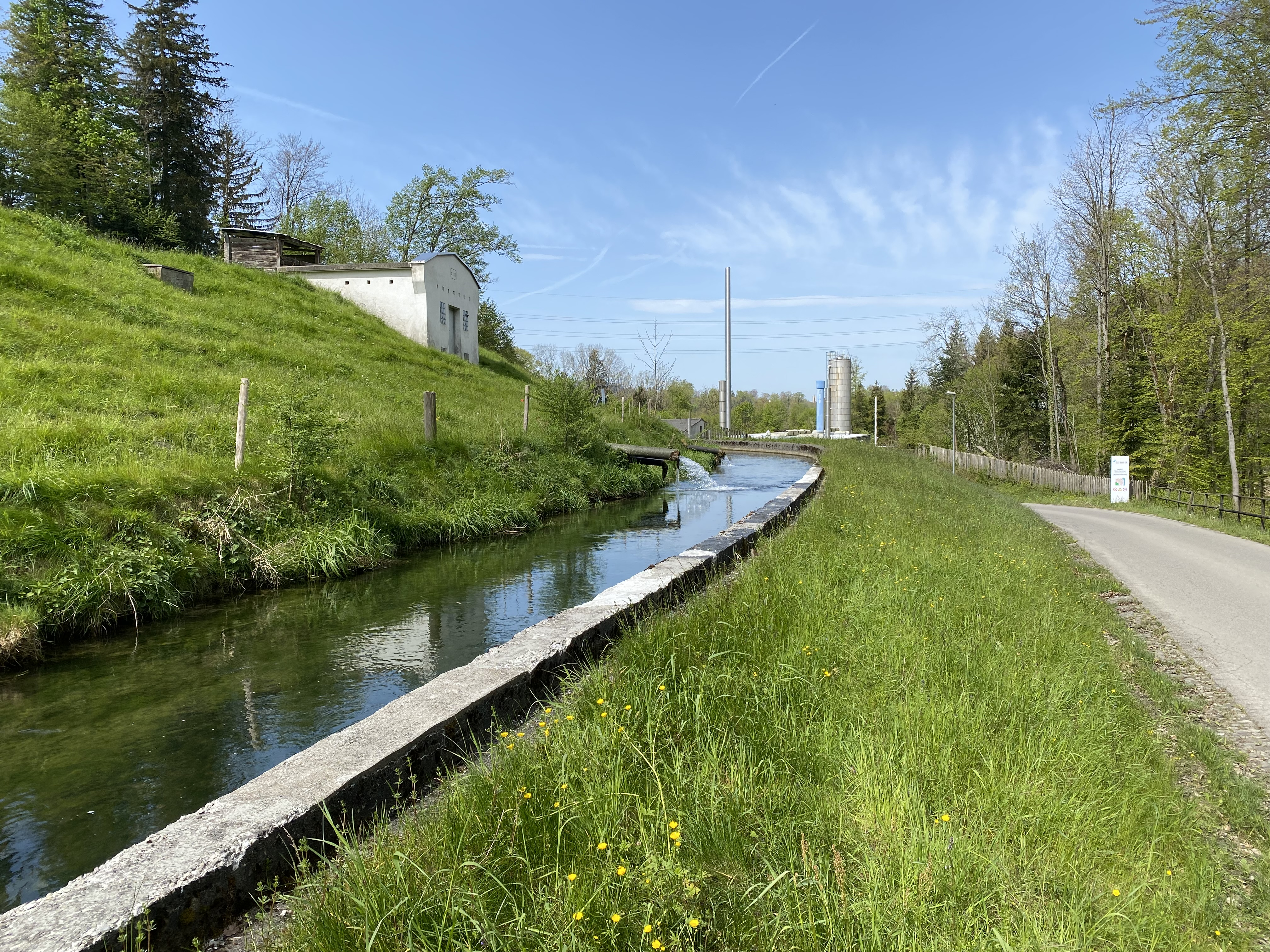
Glattkanal zum Werk Isenhammer.

Die AG Cilander ist ein Textilveredler mit Sitz in Herisau im Kanton Appenzell Ausserrhoden. Mehrheitsaktionär ist die Herisauer Steinegg-Stiftung.
1814 erfolgte die Gründung der Appretur Meyer und Mittelholzer an der Glatt in Herisau. Von 1823 bis 1888 hiess das Unternehmen Tribelhorn und Meyer. 1869 führte die Verbindung von schottischen und französischen Verfahren zu einem ausgezeichneten Appret. 1871 erfolgte die Inbetriebnahme einer neu erstellten Bleicherei mit Sengerei im Werk Isenhammer an der Glatt zwischen Gossau und Flawil. 1873 erfolgte die Umwandlung zu einer Aktiengesellschaft.
1888 erfolgte die Umbenennung in die Aktiengesellschaft Cilander. Zusammen mit der Firma Heberlein in Wattwil war Cilander nach 1890 stark in der Mercerisation, einem chemischen Verfahren, das Gewebe stärker und glänzend macht. Ab 1912 entwickelte die Firma eigene chemische Hochveredlungsverfahren (Transparent- und Opalveredlung), worauf ein Aufschwung einsetzte. Die Belegschaft stieg in den 1920er-Jahren auf rund 1000 Mitarbeiter an.
1950 umfasste Cilander zwei Werke in Herisau und eins im Isenhammer. Zur Veredlung wurde das Wasser der Glatt genutzt, mit der Folge, dass die Glatt entsprechend verschmutzt war.
Nach 1983 wurde das Unternehmen vom reinen Baumwollveredler zum «Problemlöser» für sämtliche Textilfasern umstrukturiert, das zweite Werk in Herisau wurde abgebrochen. Es erfolgten Investitionen in den Gewässerschutz, so wird das Abwasser neu direkt in die Abwasserreinigungsanlage (ARA) geleitet.
Heute sind ungefähr 200 Mitarbeiter beschäftigt.
Im Januar 2024 wurde bekannt, dass die Firma nach 210 Jahren per August 2024 den Betrieb aus wirtschaftlichen Gründen vollständig einstellen wird.